# Perhexilina
La perhexilina (Pexsig) es un agente antianginoso profiláctico que se utiliza principalmente en Australia y Nueva Zelanda. Se cree que la perhexilina actúa inhibiendo la carnitina palmitoiltransferasa-1 mitocondrial . Esto cambia el metabolismo del miocardio de la utilización de ácidos grasos a la glucosa, lo que da como resultado una mayor producción de ATP para el mismo consumo de O2 y, en consecuencia, aumenta la eficiencia del miocardio. Su uso clínico se ha visto limitado por su estrecho índice terapéutico y su alta variabilidad farmacocinética inter e intraindividual. Fue ilegalizado en muchos países debido a sus efectos adversos sobre los metabolizadores lentos. El producto se ha reintroducido para pacientes que tienen contraindicaciones o no han respondido a otros tratamientos para la angina.

## Metabolismo
La ruta principal del metabolismo de la perhexilina en humanos es la hidroxilación por CYP2D6 microsomal. Los dos metabolitos principales de la perhexilina son los isómeros cis y trans de la hidroxiperhexilina. La CYP2D6 representa sólo un pequeño porcentaje del total de CYP450 hepáticos, pero es una de las principales vías para la fase uno del metabolismo de los xenobióticos . La disponibilidad limitada de CYP2D6 provoca que el metabolismo de la perhexilina sea un proceso saturable.

## Metabolizadores lentos
Se estima que entre el 7 y el 10% de los caucásicos son metabolizadores lentos (MP) del CYP2D6. La mayoría de los PM tienen un polimorfismo autosómico recesivo en el locus CYP2D6 que da como resultado un metabolismo gravemente comprometido de al menos 25 fármacos. Se cree que hay cientos de polimorfismos potenciales que darán como resultado un metabolismo lento, algunos dan como resultado un CYP2D6 funcionalmente deficiente, mientras que otros causan la ausencia de CYP2D6.

## La proporción de hidroxiperhexilina: perhexilina
La cis-hidroxiperhexilina es el determinante principal del aclaramiento de perhexilina y hay relativamente poca variabilidad interindividual en el aclaramiento de cis-hidroxiperhexilina; por lo tanto, la relación de concentración de cis-hidroxiperhexilina/perhexilina puede ser útil para optimizar el tratamiento de cada paciente con el agente antianginoso perhexilina. Existe un segmento de la población con proporciones muy bajas de hidroxiperhexilina / perhexilina, esta subpoblación incluye a aquellos pacientes con el fenotipo de metabolizadores lentos. Se ha sugerido que aquellos con proporciones ≤0,3 deberían considerarse metabolizadores lentos; por lo tanto, proporciona un método simple para identificar dicha condición.

## Toxicidad por perhexilina
Los efectos adversos de la perhexilina se han observado en más del 60% de los receptores en algunos ensayos clínicos. Los efectos adversos notificados con mayor frecuencia incluyen dolor de cabeza, mareos, náuseas y vómitos. Se sabe que concentraciones plasmáticas de perhexilina tan bajas como 0,6 mg/L> causan náuseas y mareos; sin embargo, también se sabe que la perhexilina causa hepatotoxicidad y neuropatía periférica a concentraciones plasmáticas> 0,6 mg/L. Los síntomas de la neuropatía periférica incluyen debilidad o pérdida sensorial y dolor en los brazos, manos, piernas y pies. Las investigaciones histológicas indican el desarrollo de fosfolipoidosis, con inclusiones escamosas en hepatocitos, células de Schwann y otros tejidos que podrían apuntar a la causa de la neuropatía periférica. La neuropatía periférica es a menudo, pero no siempre, permanente. El riesgo de toxicidad por perhexilina se reduce mediante la monitorización de fármacos terapéuticos (TDM).
La forma más sencilla de rectificar el problema de la toxicidad de la perhexilina es dejar de administrar el fármaco y permitir que descienda la concentración plasmática; una vez que la concentración haya alcanzado el nivel deseado, reanude el tratamiento con una dosis más baja. La mayoría de los metabolizadores lentos deben recibir dosis de no más de 50 mg/semana de perhexilina.